# Wuhłyk Myrnohrad
Wuhłyk Myrnohrad (ukr. Футбольний клуб «Вуглик» Мирноград, Futbolnyj Kłub "Wuhłyk" Myrnohrad) – ukraiński klub piłkarski z siedzibą w Myrnohradzie, w obwodzie donieckim.
W latach 2002–2005 występował w rozgrywkach ukraińskiej Drugiej Lihi.

## Historia
Chronologia nazw:
- 19??—2016: Wuhłyk Dymytrow (ukr. «Вуглик» Димитров)
- 2016—...: Wuhłyk Myrnohrad (ukr. «Вуглик» Мирноград)

Drużyna piłkarska Wuhłyk Dymytrow (ros. «Уголек» Димитров, Ugolok Dimitrow) została założona w mieście Dymytrow w XX wieku. Zespół występował w rozgrywkach mistrzostw i Pucharu obwodu donieckiego.
Od początku rozgrywek w niezależnej Ukrainie występował w rozgrywkach Mistrzostw Ukrainy spośród drużyn amatorskich, gdzie zajął szóste miejsce w 5 grupie. W następnym sezonie zajął 12. miejsce w 4 grupie Amatorskiej Ligi. W sezonie 1994/95 był szesnasty w 4 podgrupie. Potem występował w rozgrywkach obwodowych, dopiero w 2001 najpierw zajął pierwsze miejsce w 7 grupie, a potem w turnieju finałowym trzecie miejsce i zdobył awans. W sezonie 2002/03 klub debiutował w rozgrywkach Drugiej Lihi, w której zajął 14. miejsce. W następnym sezonie powtórzył swoje osiągnięcie. W sezonie 2004/05 zajął 8. miejsce w grupie W. Przed rozpoczęciem następnego sezonu klub zrezygnował jednak z rozgrywek na szczeblu profesjonalnym i jako drużyna amatorska kontynuował występy w rozgrywkach Mistrzostw i Pucharu obwodu donieckiego. W maju 2016 w związku ze zmianą nazwy miasta na Myrnohrad zmienił również nazwę na Wuhłyk Myrnohrad.

## Sukcesy
- Druha Liha:

8 miejsce: 2004/05
- Puchar Ukrainy:

1/32 finału: 2002/03, 2003/04, 2004/05
- Amatorska Liga:

3 miejsce w turnieju finałowym: 2001